# Alafia zambesiaca
Alafia zambesiaca – gatunek afrykańskiej rośliny tropikalnej z rodziny toinowatych.

## Zasięg geograficzny
Gatunek rozprzestrzeniony jest od Zimbabwe na południu, przez Zambię, po Tanzanię i kongijską prowincję Katanga na północy.

## Morfologia
Roślina ma postać pnącego się krzewu lub liany. Osiąga od 1,5 do 15 m długości. Młode pędy owłosione, później gładkie. Kora jest szarawa, słabo, podłużnie pomarszczona, z obecnymi ale słabo widocznymi przetchlinkami. Liście naprzeciwległe, o blaszce lekko skórzastej, falisto wciętej. Osiąga ona wielkość 18–60 na 9–28 mm, jest jajowata do lancetowatej, gładka, o wierzchołku tępym lub spiczastym. Podstawa liścia trójkątna. Użyłkowanie złożone z 1 nerwu głównego 5–7 par nerwów bocznych. Ogonki liściowe 1–2 mm długie, początkowo omszone, później gładkie. Kwiatostany złożone z 4 do 17 kwiatów. Szypułki 3–5 mm długie. Kwiaty białe, kremowo białe do żółtawych, silnie pachnące. Kielich 1,5–2,5 mm długi. Płatki korony tworzą lejek od 6,7 do 9,5 mm długi. Płatki o wymiarach 6,5–10,5 na 2–3,5 mm, mniej lub bardziej równowąskie, gładkie z wyjątkiem włosków na krawędzi i wstawki u ujścia lejka. Owocem jest mieszek o długości 17–30 cm, barwy ciemnoszarej, gładki, lekko cylindryczny. Nasiona długości 10–17 mm.

## Ekologia
Gatunek rośnie na sawannach drzewiastych, często na kopcach termitów lub skałach w pobliżu strumieni. Może też tworzyć zarośla.